# Thủ tướng Bahrain
Thủ tướng Bahrain (tiếng Ả Rập: رئيس وزراء البحرين - rayiys wuzara' albahrayn)  là người đứng đầu chính phủ của Bahrain. Theo Hiến pháp Bahrain, Thủ tướng do Quốc vương trực tiếp bổ nhiệm và không cần phải là thành viên được bầu của Hội đồng Đại diện.
Kể từ khi đất nước độc lập, Bahrain chỉ có hai Thủ tướng là Khalifa bin Salman Al Khalifa, chú ruột của đương kim Quốc vương Hamad bin Isa Al Khalifa và thái tử Salman bin Hamad Al Khalifa thay cho Hoàng tử Khalifa bin Salman Al Khalifa đã qua đời vào ngày 11 tháng 11 năm 2020.
Thủ tướng đương nhiệm là Thái tử Salman bin Hamad bin Isa Al Khalifa, đồng thời là Phó vương, Thái tử, người thừa kế đương nhiên và kể từ tháng 3 năm 2013 là Phó Thủ tướng thứ nhất. Ông cũng từng là Phó Tư lệnh Tối cao của Lực lượng Phòng vệ Bahrain. Ngoài ra còn có bốn Phó Thủ tướng: Muhammad ibn Mubarak ibn Hamad Al Khalifah, Ali bin Khalifa Al Khalifa, Khalid bin Abdullah Al Khalifa và Jawad Al Arrayed.

## Danh sách Thủ tướng (1970 – nay)
| Thứ tự | Chân dung   | Tên (Sinh - mất)                                 | Nhiệm kỳ             | Nhiệm kỳ                    | Nhiệm kỳ           | Tham khảo |
| Thứ tự | Chân dung   | Tên (Sinh - mất)                                 | Nhậm chức            | Hết nhiệm                   | Thời gian giữ chức | Tham khảo |
| ------ | ----------- | ------------------------------------------------ | -------------------- | --------------------------- | ------------------ | --------- |
| 1      | không khung | Sheikh Khalifa bin Salman Al Khalifa (1935–2020) | 10 tháng 1 năm 1970  | Ngày 11 tháng 11 năm 2020 † | 50 năm, 306 ngày   | [ 2 ]     |
| 2      | không khung | Hoàng tử Salman bin Hamad Al Khalifa (sinh 1969) | 11 tháng 11 năm 2020 | Đương nhiệm                 | 4 năm, 116 ngày    | [ 5 ]     |